# Соляний промисел Лейк-Дебора
Соляний промисел Лейк-Дебора – виробничий майданчик на заході Австралії, що знаходиться за чотири з половиною сотні кілометрів на схід від Перту.
Видобуток солі з Лейк-Дебора започаткували ще в 1944 році. В подальшому промисел опинився під контролем WA Salt Koolyanobbing Pty Ltd, що належить до WA Salt Group.
Під час зимових дощів у озеро надходить вода, яка повністю випаровується до листопада. Після цього протягом сезону, що триває від 8 до 10 тижнів, провадять збір свіжеосадженої солі. Продукція промислу відправляється для остаточної підготовки на майданчик WA Salt Group, розташований на південній околиці Перту.
Станом на початок 2010-х ліцензована річна потужність промислу становила 200 тисяч тонн. Великим споживачем виступає завод хімії хлору у Квінані (так само на південь від Перту).